# أحمد عبد الرسول
أحمد محمد عبد الرسول (14 فبراير 1990) لاعب كرة قدم بحريني يلعب لنادي البديع حاليا يجيد اللعب في مركز المهاجم.